# NGC 140
NGC 140 est une galaxie spirale située dans la constellation d'Andromède. Elle a été découverte par l'astronome américain Truman Safford en 1866.

## Caractéristiques
Sa vitesse par rapport au fond diffus cosmologique est de 6 108 ± 22 km/s, ce qui correspond à une distance de Hubble de 90,1 ± 6,3 Mpc (∼294 millions d'al).
La classe de luminosité de NGC 140 est III-IV et elle présente une large raie HI. De plus, elle renferme des régions d'hydrogène ionisé.